# Bijeli katanac
Bijeli katanac (lat. Reseda alba) je vrsta cvjetnice iz porodice katančevke. Porijeklom je iz Europe, Azije i Sjeverne Afrike, a može se naći u dijelovima Amerike i Australije kao unesena vrsta. Uzgaja se i kao ukrasna biljka zbog svojih grozdova mirisnih bijelih cvjetova. Ovo je jednogodišnja ili višegodišnja zeljasta biljka koja naraste do 90 cm visine. Listovi su duboko razdijeljeni na mnogo uskih režnjeva. Cvat, koji može zauzimati veći dio gornje stabljike, gusto je popunjen s mnogo bijelih cvjetova. Svaki cvijet ima 5 ili 6 latica, od kojih je svaka podijeljena na tri dugačka, uska režnja. Plod je gotovo pravokutna četverokutna čahura duljine do 1,4 cm.

## Galerija
- Listopadsko cvijeće Reseda alba u Frontignanu, Francuska.
- Reseda alba, Kaštel Sućurac

## Vanjske poveznice
- Jepson Manual Treatment
- Photo gallery